# Sam Butera

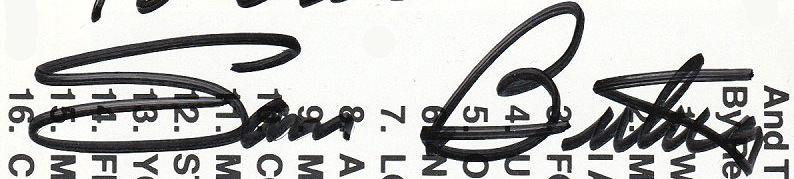
Assinatura de Sam Butera

Sam Butera (17 de agosto de 1927 - 3 de junho de 2009) foi um saxofonista americano, nascido em 17 de agosto de 1927 em Nova Orleans e falecido em 3 de junho de 2009 em Las Vegas.
Ele é mais conhecido por suas colaborações com Louis Prima e Keely Smith. Butera é frequentemente considerado um artista misto que tocou com igual facilidade o ritmo e o blues e o estilo pop de jazz pós-big band.

## Biografia
Butera nasceu e foi criado em uma família ítalo-americana em Nova Orleans, onde seu pai, Joe, dirigia um açougue e tocava violão nas horas vagas. Ouviu saxofone pela primeira vez em um casamento aos sete anos e, com o incentivo do pai, começou a tocar.
A carreira profissional de Butera floresceu cedo, começando com uma passagem pela orquestra do baterista da big band Ray McKinley logo após o ensino médio. Butera foi nomeado um dos maiores jazzistas da América pela revista Look quando tinha apenas dezoito anos e, aos vinte e poucos anos, já havia conseguido posições nas orquestras de Tommy Dorsey, Joe Reichman e Paul Gayten.
À medida que a era das big band acabou e as turnês pesadas se tornaram menos comuns entre os músicos de jazz, Butera se mudou para Nova Orleans, onde tocou regularmente no 500 Club por quatro anos. O 500 Club pertencia ao irmão de Louis Prima, Leon, e foi essa conexão que o levou às suas tão aclamadas colaborações em Las Vegas com Prima e Smith.
Prima fez a transição da big band para Las Vegas um tanto apressadamente, tendo assinado contrato com o Sahara sem ter primeiro montado uma banda de apoio. De seu quarto de hotel em Las Vegas, Prima telefonou para Butera em Nova Orleans e pediu-lhe que montasse uma banda rapidamente. Butera e a banda dirigiram de Nova Orleans a Las Vegas com tanta pressa que não tiveram tempo de dar um nome ao seu grupo. Na noite de estreia em 1954, Prima perguntou a Butera, diante de uma plateia ao vivo, qual era o nome de sua banda. Butera respondeu espontaneamente, "As Testemunhas", e o nome pegou.
Butera permaneceu como líder da banda The Witnesses por mais de vinte anos. Durante esse tempo, ele se apresentou com Louis Prima e/ou Keely Smith em canções associadas ao Prima como "That Old Black Magic", "Just a Gigolo/I Ain't Got Nobody", "Come on-a My House", e "I Wan'na Be Like You" (de The Jungle Book da Disney). Richard e Robert Sherman, compositores das músicas do filme de animação da Disney, concordaram em escalar Prima, Butera e sua banda depois que executivos da Walt Disney Company os incentivaram a viajar para Las Vegas para testemunhar pessoalmente o show da banda.
Butera é conhecido por seu estilo de tocar estridente, seu humor desagradável e as insinuações em suas letras. O arranjo que ele fez com Prima de "Just a Gigolo/I Ain't Got Nobody" foi regravado por David Lee Roth, Los Lobos, Brian Setzer, The Village People e Big Bad Voodoo Daddy. Além de suas realizações como saxofonista e compositor, Butera é amplamente considerado a inspiração para o estilo vocal do cantor de jazz nascido em Nova Orleans, Harry Connick Jr.

### Depois da Carreira
Após a morte de Prima em 1978, Butera rebatizou sua banda de "The Wildest" e tocou por mais 25 anos, principalmente em salões de Las Vegas. Como Burt Kearns relata em PleaseKillMe: "Ele prestava homenagem a Louis Prima todas as noites, abrindo cada set com 'When You're Smiling' e encerrando com 'When the Saints Go Marching In', liderando a seção de sopros em um passeio pelo público, batendo palmas, apertando mãos e de alguma forma continuando a tocar aquele saxofone, como sempre, com um sorriso no rosto".
Butera teve um papel de destaque no especial de TV Cinemax Viva Shaf Vegas (1986), estrelado por Paul Shaffer. No programa, escrito por Shaffer, Tom Leopold e Harry Shearer, Butera é convidado a ajudar Shaffer em sua "crise espiritual". Para analisar o problema de Shaffer, Butera faz uma série de perguntas, a última das quais é “Você é regular?”
Sam Butera apareceu em um episódio de Space Ghost Coast to Coast (1997). O conselho de Butera para o apresentador, o malvado irmão gêmeo do Space Ghost, Chad Ghostal, sobre como conseguir "garotas, como uma raposa [inserir ronronar]" é "Bem, primeiro um pouco de música, uma conversa de brincadeira. Você tem que ligar para ela, querida, querida , você conhece todos os nomes que combinam com o amor." Quando ele cantou parte de "Just a Gigolo", Chad, Zorak e Moltar acharam isso familiar e Butera começou a contar como David Lee Roth roubou a música dele. “Eu escrevi esse arranjo há trinta e quatro anos, aquele que David Lee Roth roubou de mim. Ele veio uma noite para me ver, você sabe, e depois do show ele se aproximou de mim e disse 'Ei, Sam!', e Eu disse 'quem é você', ele disse 'sou David Lee Roth'". "'Sabe o que' eu digo a ele? Eu disse 'me dê meu dinheiro' e ele se virou imediatamente e saiu". Os royalties são pagos aos compositores, não aos arranjadores, e as duas músicas que compõem o arranjo eram padrões antigos na década de 1950. A raiva de Butera em relação a Roth foi igualada pela sua raiva em relação aos jornalistas, muitas vezes ligando para colunistas para reclamar de críticas de que não gostava.
Sam Butera apareceu em um especial de Joe Piscopo na HBO.
Butera participou do filme The Rat Race (1960), estrelado por Debbie Reynolds e Tony Curtis. Ele interpretou um golpista junto com Joe Bushkin, que roubou Curtis de seus instrumentos. A música pode ser ouvida no LP e no CD lançado pela Dot como trilha sonora de The Rat Race.
Butera morreu de pneumonia em Las Vegas, Nevada, aos 81 anos.